# Casa del boia (Roma)

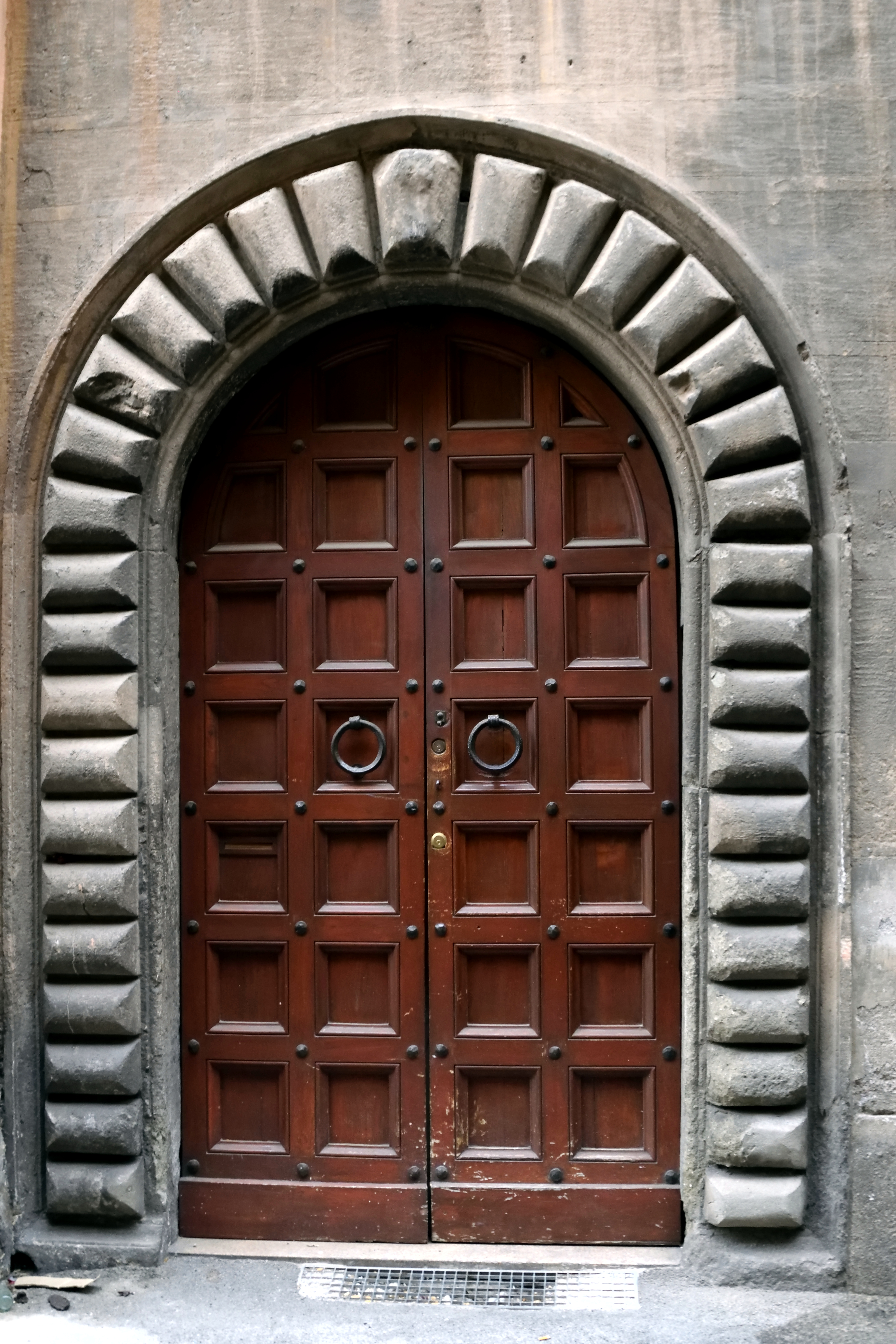
Il portale

La Casa del boia o Casa di Mastro Titta è una casa medievale situata al numero 4 di vicolo del Campanile, nel rione Borgo di Roma.

## Storia e descrizione
L'edificio è una casa del XV secolo, con resti decorativi in grisaille sulla parte anteriore (ancora visibili, ma deteriorati), restaurata nel 1936 per ordine di Gaetano Latmiral, proprietario di Palazzo Latmiral, nel quale è inglobata. Secondo il Vasari, l'autore della decorazione sarebbe Giulio Romano, che secondo lo stesso, avrebbe realizzato la facciata in grafite, "nel centro del Borgo" intorno al 1520 "con alcuni prigioni e tante altre belle opere". Il piano terra, dove il portale è rivestito di false figure scolpite; il primo piano, tra le quattro finestre ad arco, è rappresentato da quattro re Daci prigionieri e da un giardino di buoi addormentati rubati da Mercurio; nel Fregio confinante tra il primo e il secondo piano, lo stemma dei Medici tra i leoni; al secondo piano quattro figure femminili mitologiche e Argo con tre buoi; sul fregio, leoni alati e vasi con frutta, e all'ultimo piano, teste di leone.
La casa è stata restaurata nuovamente nel 1980.

## Mastro Titta
Giovanni Battista Bugatti, meglio noto come Mastro Titta, è il famoso carnefice della Roma papale. Questo personaggio ha lasciato una traccia precisa della "giustizia" da lui resa, registrando per ciascuno i dati generali della vittima, il luogo dell'esecuzione e il delitto commesso. Da questo elenco sappiamo che gli interventi di Mastro Titta furono 516, effettuati dal marzo 1796 all'agosto 1864; Titta morì il 18 giugno 1869. Le esecuzioni avvennero in una sorta di luogo teatrale sul Ponte Sant'Angelo, Piazza del Popolo o Via dei Cerchi. È generalmente rappresentato come una persona onorevole, colta e felice nello svolgimento delle sue funzioni, per il quale ha ricevuto il simbolico premio di un papetto, l'equivalente di trecento lire italiane. Si sa che non fu l'ultimo boia pontificio: infatti Vincenzo Balducci divenne suo aiutante nel 1850 e continuò la sua sanguinosa missione fino al 9 luglio 1870.